# MSX MSX 1
MSX MSX 1 (MSX 1) је кућни рачунар, производ фирме MSX који је почео да се израђује у Јапану током 1983. године.
Користио је Zilog Z80A као централни микропроцесор а РАМ меморија рачунара MSX 1 је имала капацитет од барем 8 KB (већина машина је имала 64 kB).
Као оперативни систем кориштен је MSX DOS.

## Детаљни подаци
Детаљнији подаци о рачунару MSX 1 су дати у табели испод.
|                       |                                                                             |
| [ 1 ]                 |                                                                             |
| Произвођач            |                                                                             |
| Тип                   | кућни рачунар                                                               |
| Меморија              | барем 8 (већина машина је имала 64 kB)                                      |
| Поријекло             | Јапан                                                                       |
| Година                | 1983                                                                        |
| Тастатура             | барем 70 тастера (укључујући 5 F-тастера са 10 функција и 4 тастера смјера) |
| Процесор              |                                                                             |
| Фреквенција процесора | 3,58                                                                        |
| RAM                   | барем 8 (већина машина је имала 64 kB)                                      |
| ROM                   | 32 BASIC/BIOS ( MSX BASIC V1.0)                                             |
| Текст                 | Mode 0: 40 x 24                                                             |
| Графика               | Mode 2: 256 x 192 са 16 боја (Hires мод)                                    |
| Боја                  | 16                                                                          |
| Звук                  | General Instruments AY-3-8910 Programmable Sound Generator                  |
| Димензије             | укупна тежина: 24 Kg                                                        |
| Портови               |                                                                             |
| Оперативни систем     |                                                                             |